# Elisabet Carlota d'Orleans
Elisabet Carlota d'Orleans (Saint-Cloud, 13 de setembre de 1676 - Commercy, 1744) fou princesa de sang de França de la Casa dels Orleans amb el tractament d'altesa reial que esdevingué duquessa de Lorena per matrimoni.
Era filla del príncep Felip d'Orleans i de la princesa Elisabet Carlota del Palatinat. Per via paterna, Elisabet Carlota era neta del rei Lluís XIII de França i la infanta Anna d'Espanya i per via materna de l'elector Carles Lluís del Palatinat i de la princesa Carlota de Hessen-Kassel.
El dia 25 d'octubre de l'any 1698 contragué matrimoni al castell de Fontainebleau amb el duc Leopold I de Lorena, fill del duc Carles V de Lorena i de l'arxiduquessa Elionor d'Àustria. La parella tingueren tretze fills dels quals quatre arribaren a la vida adulta:
- Leopold (1699– 1700)
- Elisabet Carlota (1700 – 1711)
- Lluïsa Cristina (1701).
- Maria Gabriela (1702– 1711).
- Lluís (1704– 1711).
- Josepa Gabriela (1706-1708)
- Leopold Carles (1707-1723)
- L'emperador Francesc I del Sacre Imperi Romanogermànic, nat a Nancy el 1708 i mort el 1765 a Innsbruck. Es casà amb l'arxiduquessa Maria Teresa I d'Àustria.
- Elionor (1710)
- La princesa Elisabet Teresa de Lorena, nada a Nancy el 1711 i morta a Torí el 1741. Es casà el 1737 amb el rei Carles Manuel III de Sardenya.
- El príncep Carles Alexandre de Lorena, nat a Lunéville el 1712 i mort a Tervuren el 1780. Es casà amb l'arxiduquessa Maria Anna d'Àustria (1718-1744).
- La princesa Anna Carlota de Lorena, nada a Lunéville el 1714 i morta a Mons el 1773.

Elisabet Carlota morí en plena Guerra de Successió d'Àustria quan es decidia el futur de la seva nora i del seu fill primogènit com a emperadors del Sacre Imperi Romanogermànic.